# Smithville (Texas)
Smithville és una població dels Estats Units a l'estat de Texas. Segons el cens del 2000 tenia 3.901 habitants.

## Demografia
Segons el cens del 2000, Smithville tenia 3.901 habitants, 1.491 habitatges, i 990 famílies. La densitat de població era de 429,1 habitants per km².
Dels 1.491 habitatges en un 31% hi vivien nens de menys de 18 anys, en un 49% hi vivien parelles casades, en un 13,8% dones solteres, i en un 33,6% no eren unitats familiars. En el 28,6% dels habitatges hi vivien persones soles el 14,6% de les quals corresponia a persones de 65 anys o més que vivien soles. El nombre mitjà de persones vivint en cada habitatge era de 2,53 i el nombre mitjà de persones que vivien en cada família era de 3,15.
Per edats la població es repartia de la següent manera: un 27,2% tenia menys de 18 anys, un 7,3% entre 18 i 24, un 27,3% entre 25 i 44, un 19,3% de 45 a 60 i un 18,9% 65 anys o més.
L'edat mediana era de 37 anys. Per cada 100 dones de 18 o més anys hi havia 82,9 homes.
La renda mediana per habitatge era de 35.586 $ i la renda mediana per família de 45.163 $. Els homes tenien una renda mediana de 33.500 $ mentre que les dones 23.409 $. La renda per capita de la població era de 16.282 $. Aproximadament el 12,1% de les famílies i el 15,9% de la població estaven per davall del llindar de pobresa.

## Poblacions més properes
El següent diagrama mostra les poblacions més properes.